# Zwölf plus eins
Zwölf plus eins ist eine Filmkomödie aus dem Jahr 1969. Die Idee wurde dem Roman Zwölf Stühle (russisch Двенадцать стульев) (1928, deutsch 1930) der sowjetischen Schriftsteller Ilja Ilf und Jewgeni Petrow entlehnt. Der Film wurde in Deutschland am 25. Dezember 1975 uraufgeführt.

## Handlung
Der italoamerikanische Friseur Mario kommt nach England, um die Erbschaft seiner verstorbenen Tante anzutreten. Sie hat ihm außer ihrer verwohnten Hütte nur 13 alte Stühle hinterlassen. Er versucht diese so teuer wie möglich zu verkaufen, wird aber von der Verkäuferin Pat mit einer geringen Summe abgespeist. Als er vor der Rückreise in die USA die Wohnung seiner verstorbenen Tante noch einmal aufsucht, findet er einen Brief, aus dem hervorgeht, dass in einem dieser Stühle wertvoller Schmuck eingenäht ist.
Alle 13 Stühle sind inzwischen jedoch an verschiedene Kunden verkauft worden. Mario und Pat jagen nun gemeinsam hinter dem Mobiliar her, allerdings suchen auch die bösen Buben Maurice Markau und Carlo Di Seta nach der Beute.

## Kritiken
„Erneute Variation des russischen Schelmenromans, aufbereitet in unterschiedlich gelungenen Episoden. Insgesamt eine turbulente Komödie mit amüsanten Gags, aber nicht ohne Klischees und Längen.“

„Das Thema von der Jagd nach dem Stuhl mit wertvollem Inhalt (Dreizehn Stühle, Deutschland 1938, Regie E. W. Emo, mit Heinz Rühmann und Hans Moser; Zwölf Stühle, USA 1970, Regie Mel Brooks, mit Ron Moody und Frank Langella) in einer wenig abgewandelten, aber dennoch amüsanten und unterhaltenden Variante. Nicolas Gessner (Das Mädchen am Ende der Straße) inszenierte eine temporeiche Komödie, in der turbulente Verfolgungsjagden, groteske Verwechslungen und köstliche Gags nicht abreißen. Zudem wartet der Film mit einer äußerst attraktiven Besetzung auf. Vittorio Gassman und Sharon Tate spielen die Hauptrollen mit sichtlichem Vergnügen und komödiantischem Schwung. Auch die Nebenrollen sind mit Orson Welles, Terry-Thomas, Mylène Demongeot und Vittorio De Sica publikumswirksam besetzt. Besonders Welles liefert als Provinztheater-Knattercharge eine Glanznummer.“

## Sonstiges
Der Film wurde erst nach dem Tod der Darstellerin Sharon Tate veröffentlicht, die 1969 von Mitgliedern der Manson Family umgebracht worden war. Die Handlung entspricht in etwa der deutschen Komödie Dreizehn Stühle.